# Rosalie Thomass
Pour les articles homonymes, voir Thomass.
Rosalie Thomass, née le 14 août 1987 à Munich, est une actrice allemande.

## Biographie
Rosalie Thomass est très tôt attirée par la musique. Elle exerce surtout le piano et la flûte, et prend des cours de chant et de danse moderne. Elle fait sa première apparition à la télévision en 2003 dans un court métrage intitulé Emily will sterben, et figure ensuite dans plusieurs films de cinéma et séries allemandes. En 2008, elle reçoit le Prix du court métrage allemand pour La Fille aux chaussettes jaunes. 

## Filmographie

### Cinéma
- 2005 : Gefühlte Temperatur : Anne
- 2007 : Beste Zeit : Jo
- 2008 : Beste Gegend : Jo
- 2008 : Kleine Lichter : Undine
- 2008 : Bergfest : Lavinia
- 2008 : Räusser Kneissl : Jo
- 2008 : Une femme à Berlin : Greta Malthaus
- 2011 : Monika de Christian Werner : Monika
- 2011 : Eine ganz heisse Nummer de Markus Goller : Lena
- 2012 : Kohlhaas oder die Verhältnismässigkeit der Mittel d'Aron Lehmann : Lisbeth
- 2012 : Das Leben ist nichts fûr Feiglinge d'André Erkau : Paula
- 2012 : Die Abenteuer des Huck Finn de Hermine Huntgeburth : Judith Loftus
- 2014 : Beste Chance de Marcus H. Rosenmüller : Jo
- 2015 : Taxi de Kerstin Ahlrichs : Alex Herwig
- 2015 : The Dog Wedding de James Lefkowitz : Ulrika Schmidt
- 2016 : Fukushima mon amour (Grüsse aus Fukushima) de Doris Dörrie : Marie
- 2016 : Eine unerhörte Frau de Hans Steinbichler : Hanni Schwaiger
- 2016 : Die letzte Sau d'Aron Lehmann : Birgit
- 2020 : Jackpot : Maren
- 2022 : Le Rêve de l'okapi (Was man von hier aus sehen kann) d'Aron Lehmann : Marlies

### Télévision
- 2005 : Leo
- 2005 : Emilie (en deux parties)
- 2006 : Polizeiruf 110
- 2006 : Ces trente dernières années
- 2010 : Double Jeu : Steffi Schober
- 2018 : Diffamation (d) : Luisa Jobst

### Court métrage
- 2003 : Emily will sterben : Emily
- 2007 : Petites lumières : Undine
- 2008 : La Fille aux chaussettes jaunes : Katrin